# Three Men and a Baby
Three Men and a Baby è un album in studio collaborativo del gruppo musicale statunitense Melvins e del musicista statunitense Mike Kunka, pubblicato nel 2016.

## Tracce
Tutte le tracce sono state scritte da Mike Kunka & the Melvins, eccetto dove indicato.

1. Chicken 'n' Dump – 3:35
2. Limited Teeth – 3:48
3. Bummer Conversation – 3:33
4. Annalisa (John Lydon / Public Image Ltd) – 3:47
5. A Dead Pile of Worthless Junk – 2:51
6. Read the Label (It's Chili) – 4:40
7. Dead Canaries – 2:37
8. Pound the Giants – 3:23
9. A Friend in Need Is a Friend You Don't Need – 2:25
10. Lifestyle Hammer – 1:47
11. Gravel – 2:09
12. Art School Fight Song – 2:11

## Formazione
- Dale Crover - batteria, voce
- Buzz Osborne - chitarra, basso, voce
- Kevin Rutmanis - basso, voce
- Mike Kunka - basso, voce